# Bathyaethiops
Genre
Espèces de rang inférieur
Le genre Bathyaethiops regroupe trois espèces de poissons africains de la famille des Alestiidae.

## Liste des espèces
- Bathyaethiops breuseghemi - (Poll, 1945)
- Bathyaethiops caudomaculatus - (Pellegrin, 1925)
- Bathyaethiops greeni - Fowler, 1949